# Dansaire del Chaco
El dansaire del Chaco (Saltatricula multicolor) és un ocell de la família dels tràupid (Thraupidae).

## Hàbitat i distribució
Zones arbustives a les terres baixes a l'est i sud-est de Bolívia, oest de Paraguai de l'oest d'Uruguai i nord de l'Argentina.